# Patrick Richter

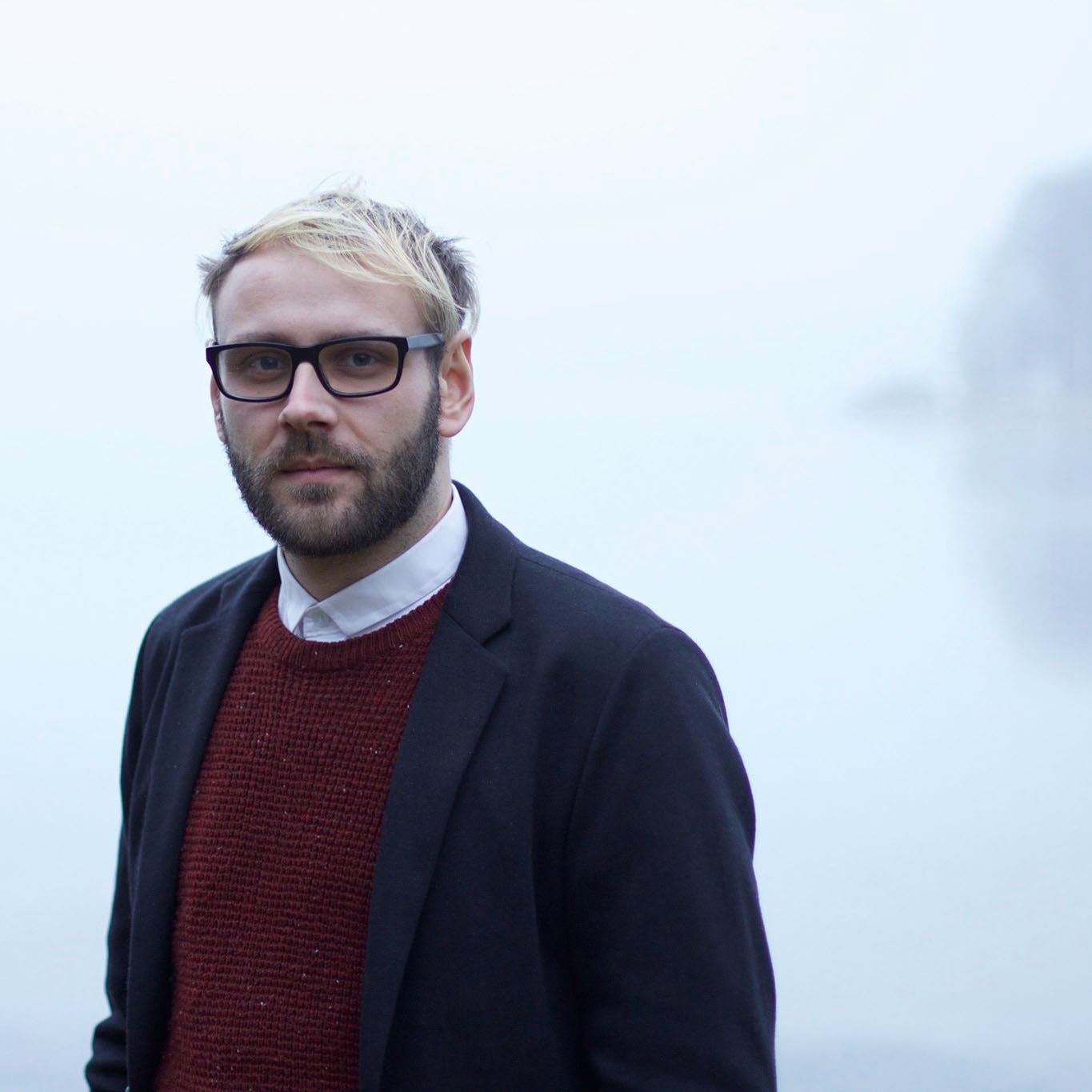
Patrick Richter

Patrick Richter (* 1985) ist ein deutscher Filmemacher und Regisseur, Kameramann und Editor von Dokumentarfilmen.

## Leben
Patrick Richter ist in Erfurt aufgewachsen. Er absolvierte ein Studium der Medienkunst an der Bauhaus-Universität Weimar. Zu seinen Arbeiten als Editor und Kameramann gehören mehrfach ausgezeichnete Dokumentar- und Kurzfilme, Online- und Fernsehproduktionen. Sein erster Kinodokumentarfilm Wem gehört mein Dorf? als Editor, wurde mehrfach ausgezeichnet und für den Deutschen Filmpreis 2022 in der Kategorie Bester Dokumentarfilm nominiert. Derzeit (Stand 28. Mai 2024) lebt und arbeitet er in Berlin.

## Filmografie
- 2010: Bettinas Job (Editor, Regisseur)
- 2012: Gesandte ihrer Art (Editor, Regisseur)
- 2013: Neununddreißig (Editor, Regisseur)
- 2014: Umwege (Editor)
- 2015: Mr. Wood (Editor)
- 2017: Obst & Gemüse (Editor)
- 2018: Männerfreundschaften (Kameramann)
- 2019: Martin Kohlstedt »STROM« Chapter I & II (Editor, Kameramann, Regisseur)
- 2019: Waterproof (Kameramann)
- 2020: Planet Pax (Editor)
- 2021: WDR – Staffel 1 in der TV-Talkshow Freitagnacht Jews (Editor)
- 2021: Wem gehört mein Dorf? (Editor)
- seit 2021 bis heute: Arte 42 – Die Antwort auf (fast) alles (Editor, Kameramann)
- 2024: Tell them about us (Editor)

## Auszeichnungen
- 2011: Film des Jahres beim Rostocker Festival im Stadthafen für Bettinas Job
- 2011: Bester Dokumentarfilm bei den Unicato Awards vom MDR Fernsehen für Bettinas Job
- 2012: Red Dot Design Award Communication Design für On-Air-Design von Unicato – Das studentische Filmmagazin vom Mitteldeutschen Rundfunk
- 2013: Preis für den besten Beitrag des Deutschen Wettbewerbs der Internationalen Kurzfilmtage Oberhausen 2013 für den Dokumentarfilm Neununddreißig
- 2018: Best Short Film beim Viet Film Fest, Los Angeles für Obst & Gemüse[1]
- 2019: Prädikat besonders wertvoll für Waterproof[2]
- 2020: Wettbewerb Förderpreis Schnitt beim Edimotion von Martin Kohlstedt »STROM« Chapter I & II[3]
- 2021: Prädikat besonders wertvoll für Wem gehört mein Dorf?[4]
- 2021: Best Comedy/Late Night beim Deutschen Fernsehpreis 2021 für Freitagnacht Jews[5]
- 2021: Nominierung Max Ophüls Preis für Wem gehört mein Dorf?
- 2022: Grimme-Preis für Freitagnacht Jews[6]
- 2022: Nominierung Bester Dokumentarfilm Deutscher Filmpreis 2022 für Wem gehört mein Dorf?[7]